# Суец (губернаторство)
Суе́ц (Ес-Суейс, араб. السويس) — губернаторство (мухафаза) в Арабській Республіці Єгипет. Адміністративний центр — місто Суец.
Населення — 512 135 осіб (2006).

## Найбільші міста
| № | Місто           | Населення, осіб (2006) |
| - | --------------- | ---------------------- |
| 1 | Суец (Ес-Суейс) | 500 000                |